# Sophus Tromholt
Sophus Tromholt (født 2. juni 1851 i Husum, Slesvig, død 17. april 1896 i Blankenhain, Thüringen) var en dansk nordlysforsker   og dygtig amatørfotograf: Han regnes som en af pionererne i international nordlysforskning og i norsk etnografisk fotografi.
Tromholt var lærer af uddannelse og har skildret nordlys over Danmark i artikler både i danske aviser i 1870/71 og i det videnskabelige tidsskrift Wochenschrift für Astronomie, Meteorologie und Geographie i 1873. Han kom til Bergen i 1875 hvor han underviste ved Tanks skole. Hans store interesse var nordlys-undersøgelser. Hans hovedværk i dansk nordlysforskning : "Om Nordlysets Perioder"  er baseret på nordlysobservationer fra Godthåb i Grønland og udgivet i årbog for 1880 af Det danske meteorologiske Institut. Som norsk statsstipendiat opholdt han sig i Kautokeino i Finnmark for at studere nordlys under det første internationale polarår 1882–83.
Tromholt var tillige en dygtig fotograf som på sin rejse tog en række billeder af landskaber, folkeliv og samer, og han udgav ved tilbagekomsten til Bergen en fotografisk portfolie under titlen Billeder fra Lappernes Land (Bergen 1885). Han publicerede i 1885 også en rejsebog på dansk og engelsk fra sin tid i Kautokeino: Under Nordlysets Straaler (København 1885) og Under the Rays of the Aurora Borealis (Boston 1885). Fotografierne befinder sig i dag på Billedsamlingen – Universitetsbiblioteket i Bergen. Samlingen består af 231 glasnegativer og 189 originalkopier.

## Eksterne links
- Wikimedia Commons har flere filer relateret til Sophus Tromholt
- Billedsamlingen ved UB-UiB (Universitetsbiblioteket i Bergen)

| Portal | Portal:kunst |